# Forcipomyia nhulunbuyensis
Forcipomyia nhulunbuyensis är en tvåvingeart som beskrevs av Debenham 1983. Forcipomyia nhulunbuyensis ingår i släktet Forcipomyia och familjen svidknott.
Artens utbredningsområde är Northern Territory, Australien. Inga underarter finns listade i Catalogue of Life.